# فرودگاه تک‌بانده دریتابتج
فرودگاه تک‌بانده دریتابتج (به انگلیسی: Drietabbetje Airstrip) یک فرودگاه همگانی با کد یاتا DRJ است . این فرودگاه در کشور سورینام قرار دارد .

## شرکت‌های هواپیمایی و مقصدهای پروازی
| شرکت‌های هواپیمایی | مقصدهای پروازی         |
| ----------------- | ---------------------- |
| کاریکام ایرویز    | Paramaribo-زورخ ان هوپ |
| گام ایر           | Paramaribo-زورخ ان هوپ |

### Charter
| شرکت‌های هواپیمایی                        | مقصدهای پروازی         |
| ---------------------------------------- | ---------------------- |
| بلو وینگ ایرلاینز                        | Paramaribo-زورخ ان هوپ |
| گام ایر                                  | Paramaribo-زورخ ان هوپ |
| Hi-Jet Helicopter Services               | Paramaribo-زورخ ان هوپ |
| Suriname Air Force/Surinaamse Luchtmacht | Paramaribo-زورخ ان هوپ |